# Jerry Penrod
Jerry Penrod (né le 25 septembre 1946 à San Diego), surnommé « The Bear » (« l'Ours »), est un bassiste américain. Il est membre d'Iron Butterfly entre 1966 et 1967, et quitte le groupe après la sortie de l'album Heavy. Il rejoint ensuite brièvement le « supergroupe » Rhinoceros, sur la suggestion de son ancien camarade d'Iron Butterfly Danny Weis. Penrod apparait sur le premier album du groupe, également appelé Rhinoceros (1968), avant de le quitter à son tour.